# Otto Mathé
Otto Mathé, född 31 juli 1907 i Zillertal i Österrike, död 29 november 1995 i Innsbruck, var en österrikisk företagare och tävlingsbilförare.
Otto Mathé växte upp i Innsbruck och utbildade sig på Volks- und Bürgerschule die Gewerbeschule, Fachrichtung, Maschinenbau samt i finmekanik hos Firma Schennach i Innsbruck. Han medverkade i sin första biltävling redan som 16-åring och blev tävlingsbil- och tävlingsmotorcykelförare. Han vann 1926 loppet Arlbergrennen. I en motorcykelolycka vid en tävling 1934 skadades han så svårt, att hans högra arm permanent förlamades. År 1936 grundade han i Innsbruck en bensinstation och en handel i smörjmedel. Under andra världskriget utvecklade han olika drivmedelstillsatser. 
Från 1948 återupptog han deltagande i motorsport. Han förvärvade 1949 den av Ferry Porsche ägda Porsche 64, som var det enda kvarvarande exemplaret av denna bilmodell. Med denna bil, samt med en Porsche 356 och den 1952 egenkonstruerade Formel 2-bilen “Fetzenflieger” med en porschemotor, dominerade Otto Mathé under ett antal år österrikisk motorsport. 